# Laxenecera misema
Laxenecera misema là một loài ruồi trong họ Asilidae. Laxenecera misema được Oldroyd miêu tả năm 1970. Loài này phân bố ở vùng nhiệt đới châu Phi.